# Tarahumaras
 (juin 2015).
Les Tarahumara sont un peuple amérindien vivant dans la région des Barrancas del Cobre (« ravins du cuivre » en espagnol), au nord du Mexique, dans l'État de Chihuahua.

## Étymologie
Le terme Tarahumara est une corruption du terme amérindien Raramuri, par lequel ce peuple se désigne. Ceci signifierait, selon certains ethnologues, comme le Norvégien Carl Lumholtz, « ceux qui ont les pieds légers » dans leur langue de la famille uto-aztèque. L'historien Luis González avance aussi l'étymologie similaire de « plante du coureur ». Mais ces interprétations sont discutées, quand bien même elles se basent sur la réputation des Raramuri d'être des coureurs de fond avérés.
Le terme Raramuri ne désigne que les hommes ; les femmes sont appelées individuellement muki et collectivement igomele.

## Localisation
Originaires de l'actuel État de Chihuahua, les Raramuri se sont réfugiés dans la région de la Barranca del Cobre dans la Sierra Madre Occidentale dans l'ouest du Mexique lors de la progression des Espagnols au XVIe siècle. Le secteur qu'ils habitent actuellement est souvent nommé la « Sierra Tarahumara ».
Dans le dédale des canyons qui déchirent les montagnes de l'État du Chihuahua, les foyers tarahumaras n'étaient reliés entre eux que par de vertigineux sentiers depuis que leur communauté avait fui les conquérants espagnols. Fermiers et bergers, ils menaient une vie autarcique et solitaire. Aujourd'hui, les routes ne cessent d'avancer, apportant l'éducation et les soins médicaux mais aussi la « malbouffe », la drogue et autres maux des sociétés modernes.
La tradition de la course de fond revêt des aspects cérémoniels et compétitifs. À l'occasion, les coureurs poussent du pied une balle de bois, tout en courant. La course sur de longues distances s'est développée dans le contexte d'un peuplement de faible densité pour assurer le transport et la communication entre les établissements éloignés.

## Démographie
Selon les estimations présentées en 2006, les Raramuri seraient entre 50 000 et 70 000. Cependant selon le plus récent recensement du gouvernement fédéral, 106 000 Raramuri vivent au Mexique, ce qui fait d'eux l'un des groupes indigènes les plus importants d'Amérique du Nord. La plupart suivent toujours leur mode de vie traditionnel, dans un habitat de type troglodytique ou de petites maisons en bois ou en pierre. Cultivant le maïs et les haricots comme aliment de base, nombre de Raramuri continuent à élever des bovins, des chèvres et des moutons et à pratiquer la transhumance. Chasseurs occasionnels, ils ont longtemps complété leur alimentation à base de maïs, de haricots et de courges par du gibier. D'une manière ou d'une autre, les Raramuri restent des semi-nomades.

## Croyances
Comme toutes les religions chamaniques, celle des Raramuri ignore la notion de péché. Elle connaît pourtant une faute, unique : l'abaissement de son niveau de conscience, sous l'effet de plus en plus dominant de la langue fédérale, l'espagnol, et du défaut de protection des cultures amérindiennes.

## Rites
Empreint de philosophie et de chamanisme, ce peuple reste discret par tradition. Les Raramuri organisent entre communautés des manifestations rituelles :
- des rites visionnaires ;
- des jeux de balle en bois (le rarahipa) ;
- des courses en équipe de 60 km et plus dans la montagne.

Les Amérindiens Tarahumaras du Mexique pratiquent un culte original, avec leurs propres cérémonies.
Au Mexique, les Indiens Tarahumaras, convertis au catholicisme il y a quatre siècles, pratiquent un culte aux cérémonies élaborées qui mêlent la liturgie romaine et des rites millénaires. S'ils appellent sur eux la protection de Dieu, ils savent aussi, à l'occasion, le défendre contre les machinations du diable.

## Danses
Vêtus de grandes capes d'étoffe colorée, les danseurs (toujours des hommes) ceints de petites couronnes de miroirs qui représentent la toute-puissance et l'omniprésence de Dieu sont assimilés au Soleil. Ces danses qui durent souvent toute la nuit sont épuisantes, et les danseurs portent donc exceptionnellement des chaussures.
Pendant les fêtes de Pâques, les danseurs matachin arborent des coiffures de parade, enrichies de rubans multicolores, alors que les guerriers au visage peint portent la coiffe plus traditionnelle, en plumes de dindon.
Tachetés de chaux, les hommes qui dansent avec une épée de bois à la main incarnent les pharisiens, c'est-à-dire les alliés du diable. Cette alliance se manifeste de façon spectaculaire le Vendredi saint: ce jour-là les pharisiens attaquent les capitaines et les soldats, défenseurs de Dieu réputé en état d'extrême faiblesse puisqu'il se laisse crucifier.
En robes claires et armés de lance et brandissant des oriflammes, des soldats de Dieu jouent le rôle d'une légion indienne du Christ. En dansant, ils défendent l'église de la mission et, par extension, Dieu contre les puissances des ténèbres.
Les femmes ne participent jamais aux danses.

## Personnalités
- María Lorena Ramírez, coureuse de fond et d'ultra-marathon
- Isidro Baldenegro (1966-2017), défenseur de l'environnement, victime d'un assassinat